# Elizabeth Carnegy Arbuthnott
Elizabeth Carnegy Arbuthnott (Kensington, 4 febbraio 1906 – Richmond, 24 gennaio 1985) è stata una schermitrice britannica, vincitrice di una medaglia d'argento ed una di bronzo ai campionati mondiali di scherma.